# Hora Internet

Hora Internet (BMT).

L'hora Internet —anomenada també Swatch Internet Time o Biel Mean Time (BMT)— va ser inventada per l'empresa de rellotges Swatch (amb seu a Biel/Bienne, Suïssa) el 1998 com una estratègia de mercat. L'hora Internet representa un concepte universal totalment nou del temps: res de fusos horaris, tan sols un mateix horari universal.
La seva unitat és el beat (@).

## Elbeat
L'empresa Swatch va dividir el dia en 1000 unitats anomenades beats. Un beat equival a 1 minut i 26,4 segons; és a dir, les 12 hores del dia, en el sistema vell, equivalen a @500 (500 beats). A més a més, a tot el món hi ha la mateixa hora, per la qual cosa no es dona lloc a confusions a causa de diferències horàries.

## Meridià
Swatch no sols va crear una nova forma de mesurar el temps, sinó que també va crear un nou meridià: el meridià de Biel/Bienne, Suïssa, seu de l'empresa. Biel Mean Time (BMT) serà la freqüència universal per l'Hora Internet. Un dia en Hora Internet comença a les @000, a la mitjanit CET. El meridià BMT es va inaugurar el 23 d'octubre del 1998. Segueix l'hora de Suïssa, UTC+1.

## Subunitats i exemples de conversió
Es pot dividir en subunitats:
| deci-beats :  | 1 h 39 min 56,16    | s ≤ 69,4   | beats < 1 h 40 min 4,80    | s, amb una precisió de 8,64    | segons, |
| centi-beats : | 1 h 39 min 59,616   | s ≤ 69,44  | beats < 1 h 40 min 0,480   | s, amb una precisió de 0,864   | segons, |
| mili-beats :  | 1 h 39 min 59,961 6 | s ≤ 69,444 | beats < 1 h 40 min 0,048 0 | s, amb una precisió de 0,086 4 | segons. |
| Valor d'1 beat en el sistema actual | Valor d'1 beat en el sistema actual | Valor d'1 beat en el sistema actual |
| ----------------------------------- | ----------------------------------- | ----------------------------------- |
| 0                                   | ,001                                | dia                                 |
| 0                                   | ,024                                | hora                                |
| 1                                   | ,44                                 | minut                               |
| 86                                  | ,4                                  | segons                              |

| Sistema comú | Sistema comú | Sistema comú | Conversió en beats | Conversió en beats | Conversió en beats | Conversió en beats |
| ------------ | ------------ | ------------ | ------------------ | ------------------ | ------------------ | ------------------ |
|              | 1 dia        |              |                    | 1 000              |                    |                    |
|              | 1 hora       |              |                    | 41                 | ,666 6...          |                    |
|              | 1 minut      |              |                    | 0                  | ,694 4...          |                    |
|              | 1 segon      |              |                    | 0                  | ,011 57...         |                    |